# 22701 Сіаннаскі
22701 Сіаннаскі (22701 Cyannaskye) — астероїд головного поясу, відкритий 14 вересня 1998 року.
Тіссеранів параметр щодо Юпітера — 3,644.